# Мошенница (фильм)
«Мошенница» (англ. Confidence Girl) — криминальная мелодрама режиссёра Эндрю Л. Стоуна, которая вышла на экраны в 1952 году.
Фильм рассказывает о паре мошенников — Мэри Уебб (Хиллари Брук) и Роджере Кингсли (Том Конуэй) — которые прокручивают несколько афер сначала в Нью-Йорке, а затем в Лос-Анджелесе. После этого Роджер приступает к самому крупному делу, в котором Мэри должна выступить в роли ясновидящей. Они проводят несколько удачных сеансов, привлекая в клуб множество состоятельных клиентов, однако по ходу действия оказываются в центре полицейского расследования убийства. Когда на кону оказывается жизнь человека, ради его спасения Мэри публично раскрывает себя и всю аферу и сдаётся полиции.
Критики положительно оценили полудокументальный стиль изложения истории и съёмки в аутентичных локациях. Однако в отношении качества режиссуры и уровня актёрской игры их мнения разошлись.

## Сюжет
В Нью-Йорке элегантный мошенник Роджер Кингсли (Том Конуэй) убеждает представителя страховой компании Эндрю Шеридана (Лео Клири), что сможет помочь ему поймать известную воровку и мошенницу Мэри Уебб, которая похитила у клиентов его компании тысячи долларов. Заключив с Шериданом договор как внештатный следователь, Роджер вылетает в Лос-Анджелес, где, как он сообщает, на следующий день Мэри должна провернуть очередную аферу в крупном универсальном магазине. Прибыв в город, Роджер с полномочиями от Шеридана приходит к шефу полиции Брайнеллу (Джон Галлодет), сообщая ему о планах Мэри. Полиция поручает Роджеру провести операцию совместно с детективом универмага Уолшем (Рой Энджел), и вскоре в отделе мехов они замечают женщину, которая надевает норковое пальто и пытается незаметно выйти из магазина. На улице Роджер и Уолш её останавливают, и Роджер предлагает Уолшу пойти вызвать полицию в то время, как он проследит, чтобы воровка не сбежала. После ухода Уолша Роджер провожает женщину к автомобилю, и она быстро уезжает. Женщиной оказывается Мэри Уебб (Хиллари Брук), а Роджер является её сообщником. Затем Роджер возвращается к Уолшу, сообщая, что воровка сбежала. Вечером Роджер встречается с Мэри в ночном клубе своего сообщника Джонни Грегга (Эдди Марр), объясняя ей, что благодаря этому делу он завоевал доверие полиции, и теперь может получать от них нужную информацию и таким образом быть всегда на шаг впереди. Затем он предлагает амбициозный план, в котором Мэри отводится роль ясновидящей по имени Лизели, которая будет выступать перед богатой публикой в клубе Грегга.
Чтобы заработать необходимые для операции средства, они проворачивают в Нью-Йорке более простую мошенническую схему, где Мэри в норковом манто под видом успешной скрипачки, которая якобы ищет антикварные музыкальные инструменты, заходит в ломбард Пола Марквелла (Уолтер Кингсфорд), где находит скрипку, которую хочет немедленно купить. Когда Марквелл пытается ей объяснить, что по условиям договора, инструмент всё ещё может быть выкуплен владельцем, она предлагает за него 10 тысяч долларов, оставляя одну тысячу в качестве депозита. Проверив, что выписанный ей чек не фальшивый, Марквелл немедленно направляется к клиенту, который заложил скрипку (его роль играет Роджер), предлагая за неё щедрые 500 долларов. Роджер неожиданно не принимает его предложение, и продолжает торговаться до тех пор, пока Марквелл не платит ему за инструмент восемь тысяч долларов. Когда довольный Марквелл возвращается в свой магазин и звонит Мэри, она вдруг заявляет, что отказывается от покупки скрипки. Марквелл пытается сообщить полиции о том, что стал жертвой мошенничества, однако Роджер, используя свои связи в полиции, по телефону заминает это дело. После этого Роджер передаёт полиции сфабрикованную им служебную карточку с отпечатками пальцев и фотографиями недавно умершей девушки, похожей на Мэри, утверждая, что это данные на Мэри Уебб. Брайнелл поручает ведение дела Мэри Уебб лейтенанту Фентону (Дэн Рисс) и сержанту Куинну (Джек Крушен), которые направляют запросы в полицию Нью-Йорка об имеющейся у них информации на мошенницу.
Тем временем Роджер в течение недели ведёт серьёзную подготовку по подготовке выступлений Лизели в клубе Грегга. Однако Мэри, которая понимает, что планы Роджера значительно масштабней, чем просто доходы от продажи билетов на шоу, отказывается дать согласие на своё участие, пока он не объяснит ей свою конечную цель, как он собирается получить большие деньги. Чтобы удержать Мэри в деле, Роджер сознаётся ей, что они с Греггом приобрели акции одной медной компании. Лизели должна будет создать среди посетителей клуба ажиотаж вокруг этой компании, чтобы они бросились скупать акции, благодаря чему те многократно вырастут в цене. Мэри однако не нравится идея лишать людей всех их сбережений, и она отказывается, пока Роджер не убеждает её, что это их последнее дело, после чего они будут жить честно.
На премьеру выступления Лизели в клуб Грегга приходят много обеспеченных граждан, а также Фентон и Куинн, которые уверены, что она, как и все «ясновидящие», просто очередная мошенница. Накануне полицейские получили из Нью-Йорка информацию, что Роджер действительно является частным детективом и работает на страховое агентство. При этом они узнают, что в круг его общения входила девушка, которая играла на скрипке в одном из баров, а позднее он участвовал в расследовании дела о мошенничестве со скрипкой. Во время своего первого выступления Лизели приводит зрителей в восторг точностью своей истории о том, как один из двух друзей, сидящих в зале, собирается обмануть другого, подтверждая свои откровения конкретными доказательствами. Затем Лизали рассказывает другой гостье об отношениях с её любимым погибшим мужем, наигрывая на скрипке мелодию, которую девушка сочинила для мужа. Так как эту мелодию никто, кроме мужа, никогда не слышал, девушка приходит в оцепенение. Лизали уверяет, что услышала эту мелодию, контактируя с сознанием девушки, однако в действительности люди Роджера подсмотрели записанные девушкой ноты, когда она клала их в свою сумочку. На самом деле, всё, о чём вещает Лизели, является результатом широкомасштабной и тщательной работы, которая ведётся под руководством Роджера. В клубе он наладил целую систему по сбору и обработке информации о клиентах клуба. Сбор информации начинается при парковке автомобилей, откуда парковщики передают в штаб Рождера все подслушанные ими разговоры, а также сообщают о вещах и предметах, которые они обнаружат в салонах. Точно также поступают работники гардероба и официанты. Кроме того, в каждый столик клуба вмонтированы микрофоны, а на потолке над каждым столиком установлены односторонние зеркала, с помощью которых группа специально натренированных операторов просматривает и прослушивает всех клиентов в зале. Вся эта информация стекается на второй этаж к Роджеру, который обрабатывает её и по радио транслирует в наушник, который спрятан под волосами Лизели.
Во время очередного шоу Роджеру сообщают, что Браймелл разыскивает его. Передав свои функции Греггу, Роджер приезжает в участок, где Браймелл ведёт допрос молодого человека по имени Хэл Спил (Пол Ливермор), который подозревается в том, что отравил свою подружку цианидом, содержавшимся в бутылке виски. Подслушав ход допроса, Роджер прямо из участка звонит Греггу, а тот в свою очередь передаёт информацию Лизели, которая тут же выдаёт публике сенсационную новость о допросе в полицейском участке Спила с такими подробностями, что поражает даже Фентона и Куинна, которые, сверившись с участком, подтверждают слова ясновидящей. После шоу детективы выясняют, что Роджер был единственным посторонним человеком в участке, который мог слышать допрос Стила. Хотя детективы и не могут понять, каким образом информация от Роджера могла поступить прямо в зал к Лизели, которая никуда не выходила, тем не менее их подозрения в отношении этой пары усиливаются.
На следующее утро Роджер проводит тайное совещание с Греггом и Мэри, говоря, что дело Спила станет для них настоящей сенсацией, и благодаря ему о шоу Лизели заговорят все. Используя свои связи в полиции, Роджер собирается провести собственное тайное расследование и разоблачить преступника прямо во время шоу. Роджер вместе с Браймеллом присутствует на опознании, где Спил указывает на Уильяма Поупа (Пол Гилфойл), как на человека, подарившего ему ту бутылку виски. Одновременно через аптечные магазины полиция выясняет, что цианид, которым была отравлена девушка Спила, недавно приобретался дантистом Брэддоком. У одного из детективов Роджер узнаёт, что Поуп является матёрым грабителем, который неоднократно привлекался по уголовным делам, которые он проворачивал в паре с неким Даунсом. С этой информацией Роджер уже по собственной инициативе немедленно направляется к дантисту и под видом обычного пациента выясняет у медсестры, что одним из клиентов врача является некто Даунс (Майкл Вэллон). Роджер возвращается в клуб и немедленно начинает готовить сенсационное шоу, на котором будет названо имя убийцы. Он анонимно звонит Даунсу, провоцируя его прийти на шоу, где тот узнает много интересного. Затем Роджер даёт указание сотрудникам подготовить соответствующим образом завтрашнее мероприятие, пригласив помимо полиции также прессу и сестру Спила.
Перед началом шоу Роджер ожидает прибытия Даунса, в машине которого люди Роджера находят пистолет и другие улики, подтверждающие его участие в убийстве. Начинается выступление Лизели, в ходе которого она сообщает, что Спилу подарил бутылку Поуп, однако не он является убийцей, так как просто таким образом избавился от ненужной ему вещи. А яд положил в бутылку тот, кто хотел убрать Поупа, однако имени его Лизели пока не видит. Так как сестра Спила и люди в зрительном зале настаивают, чтобы Лизели продолжила говорить, она сообщает, что яд убийца получил от доктора Брэддока. После этого Даунс незаметно посылает своего человека немедленно ликвидировать доктора. Получив эту информацию от Роджера, Лизели призывает детектива Фентона немедленно послать к Брэддоку своих людей, чтобы предотвратить убийство. Фентон однако не спешит выполнять её просьбу, требуя назвать её источник информации. Чтобы не допустить разоблачения, Грегг немедленно выводит Лизели из зала. Роджер понимает, что они оказались на грани разоблачения, и предлагает немедленно бежать, однако Мэри не может смириться с убийством как ей кажется невинного человека. Она возвращается в зал и объявляет, что её настоящее имя — Мэри Уэбб, после чего она раскрывает всю систему сбора информации, которая практиковалась под крышей клуба. Она также указывает на присутствующего в зале Даунса как на убийцу, С помощью бутылки виски Дайнс пытался отравить Поупа, который слишком много знал об их делах и мог сдать его полиции. Полиция арестовывает Даунса, а Мэри уходит со сцены. За кулисами Куинн успокаивает её, что Брэддок уже некоторое время находится под защитой полиции. Далее он рассказывает, что полиция утром получила из Нью-Йорка подлинную фотографию Мэри Уебб ещё с тех времён, когда она выступала там в клубе. Установив связь между Мэри-Лезели и Роджером, полиция стала за ним следить, выяснив роль Даунса. Однако поскольку против Даунса не было улик, полиция решила дать возможность Лизели и Роджеру разыграть своё шоу, чтобы спровоцировать Даунса на преступные действия и взять его с поличным. После этого Куинн уводит Мэри, обещая ей за содействие в раскрытие убийства максимальное смягчение приговора. К Мэри выходит Роджер, который раздумал бежать, и они в сопровождении Куинна обнявшись выходят из клуба.

## В ролях
- Том Конуэй — Роджер Кингсли
- Хиллари Брук — Мэри Уебб
- Эдди Марр — Джонни Грегг
- Джон Гэллодет — шеф детективов Браунелл
- Джек Крушен — детектив сержант Куинн
- Дэн Рисс — детектив лейтенант Фентон
- Уолтер Кингсфорд — мистер Марквелл
- Пол Ливермор — Хэл Спил
- Эйлин Таун — Пегги Спил
- Хелен Ван Тийл — Мэгги
- Эдмунд Кобб — детектив лейтенант Кобб
- Лео Клири — мистер Шеридан
- Рой Энджел — детектив универмага Уолш
- Чарли Коллинс — Чарли
- Ивонн Питти — Гертруда Палмер
- Джоэл Аллен — Фрэнк Палмер
- Хелен Чапман — Джои Риджуэй
- Джон Филлипс — Аллен Риджуэй
- Марго Карен — Хильда
- Брюс Эдвардс — 1-й детектив
- Тайлер Маквей — 2-й детектив
- Пол Гилфойл — Уильям Поуп

## Создатели фильма и исполнители главных ролей
Как написал историк кино Ричард Харланд Смит, сценарист и режиссёр Эндрю Л. Стоун начал работать в Голливуде в возрасте 16 лет, пройдя на студии Universal Pictures путь от стажёра в студийной лаборатории до штатной должности в отделе реквизита. В 25 лет он поставил свой первый короткометражный фильм, а с начала 1930-х годов стал работать как режиссёр на таких студиях «бедного ряда» как Mayfair Pictures и Grand National, а затем создал собственную продюсерскую компанию. В 1938 году Стоун заключил контракт со студией Paramount Pictures, поставив для неё серию фильмов, а в 1943 году добился первого заметного успеха на студии Twentieth Century Fox с мюзиклом «Дождливая погода», главную роль в котором сыграла Лена Хорн. С 1950 года Стоун стал делать криминальные картины в стиле нуар, которые он снимал на натуре в полудокументальном стиле. Первым таким фильмом стал «Шоссе 301» (1950), который рассказывал о банде убийц и грабителей, промышлявших вдоль федеральной автотрассы, проходившей через три штата. В таком же стиле был сделан и фильм «Мошенница» (1950), за которым последовали более качественные нуарные триллеры «Стальная ловушка» (1952), «План убийства» (1953), «Ночью правит террор» (1955), «Джулия» (1956) и «Крик ужаса» (1958).
Том Конуэй начал актёрскую карьеру в Голливуде в 1940 году, сыграв в 1942—1946 годах главную роль в десяти фильмах популярного американского киносериала о частном детективе по прозвищу Сокол, в 1942—1943 годах он сыграл главные роли в трёх классических фильмах ужасов продюсера Вэла Льютона — «Люди-кошки» (1942), «Я гуляла с зомби» (1943) и «Седьмая жертва» (1943). В дальнейшем карьера Конуэя пошла на спад, хотя он сыграл роли второго плана а таких фильмах нуар, как «Убийство на Центральном вокзале» (1942), «Повторное исполнение» (1947) и «Смерть негодяя» (1956).
Хиллари Брук за свою кинокарьеру, охватившую период с 1937 по 1957 год, сыграла в 71 фильме, однако в основном в ролях второго плана. Наиболее заметными картинами Брук стали «Джейн Эйр» (1943), «Шерлок Холмс перед лицом смерти» (1943), «Министерство страха» (1944), «Женщина в зелёном» (1945), «Странная женщина» (1946), «Странное воплощение» (1946), «Захватчики с Марса» (1953) и «Человек, который слишком много знал» (1956).
Оператор Стоуна, Уильям Клотье, позднее снял многие фильмы для Джона Форда, среди них «Человек, который застрелил Либерти Вэланса» (1962) и «Риф Донована» (1963).

## История создания фильма
Как написал историк кино Хэл Эриксон, «по своему обычаю режиссёр Эндрю Л. Стоун снял большую часть фильма вдали от студии в реальных локациях», а монтажёром картины была жена Эндрю, Вирджиния Стоун. Работа над фильмом была завершена в декабре 1951 года, и он вышел в прокат 20 июня 1952 года
Фильм открывается выступлением шерифа Лос-Анджелеса Юджина Бискайлюса, который обращается к зрителям с информацией, что «мошенники на доверии» с помощью афер всё ещё обманывают людей. Хотя Бискайлюс убеждает зрителей, что все такие мошенники заканчивают свой путь в тюрьме, он предупреждает, что с ними надо быть настороже. По ходу фильма закадровый рассказчик разъясняет подробности плана Лизели и в конце фильма заявляет, что жуликов неизбежно ловят

## Оценка фильма критикой
После выхода фильма кинокритик «Нью-Йорк таймс» Оскар Годбаут дал ему низкую оценку, написав, что «в этом фильме хитрые трюки и уловки, используемые этими ловкими и беззаконными персонажами, мошенниками и мошенницами, утомительно и нудно демонстрируются в аутентичной среде». Однако «никакое количество съёмок реальной жизни, таких как полицейский участок Лос-Анджелеса, улицы и здания, не может компенсировать посредственную режиссуру, неправдоподобную историю и самую некомпетентную актёрскую игру», которую только можно себе представить. За всё это, по словам Годбаута, «несёт ответственность Эндрю Стоун, который написал, поставил и спродюсировал этот фильм».
Современный киновед Ричард Харланд Смит отметил, что «натурные съёмки в помещениях окружной тюрьмы Лос-Анджелеса и включение в фильм выступления шерифа Юджина В. Бискайлюса придало фильму правдоподобие в стиле популярного телесериала „Облава“. Однако при всём уважении, которое Стоун демонстрирует по отношению к закону и порядку, его сердце принадлежит плохим парням — очаровательной команде мошенников в составе Тома Конуэя и Хиллари Брук, их изощрённым планам и тому, как в последней момент они уходят от представителей закона».
Как написал современный кинокритик Леонард Малтин, это «захватывающий второй фильм Стоуна, чему во многом способствует использование аутентичных локаций, первоклассная операторская работа Уильяма Клотье», а также «умелая игра Хиллари Брук в заглавной роли».